# 장효석
장효석(1988년 12월 31일 ~ )은 대한민국의 배우이다.

## 학력
- 경희대학교 경제통상학부

## 출연

### 영화
- 《크루아상》 (2021년) - 주혁 역
- 《낙원의 밤》 (2020년)
- 《사자》 (2019년) - 바빌론 클럽 남 / 용후 스탠딩 역
- 《증인》 (2019년) - 스위트룸 파티 문지기 2 역
- 《도어락》 (2018년) - 엘리베이터 남 역
- 《관상》 (2013년)

### 드라마
- 《써치》 (2020년, OCN) – 이혁의 경호원 역
- 《유별나! 문셰프》 (2020년, 채널A) – 보안직원 역
- 《앨리스》 (2020년, SBS) – 형사 역
- 《하이에나》 (2020년, SBS) – 경호원 역
- 《맛 좀 보실래요》 (2019년, SBS) – 남자 역
- 《스토브리그》 (2019년, SBS) – 선수 역
- 《하자있는 인간들》 (2019년, MBC) – 발렛기사 역
- 《아스달 연대기》 (2019년, tvN) – 위병 역
- 《보이스 2》 (2018년, OCN) – 서퍼 역

### 광고
- MBC코로나캠페인 - 덕분입니다
- 현대엔지니어링 사내광고
- 서울시 제로페이
- WECOOK 광고
- OK저축은행
- 삼성디지털프라자
- 핫앤핫
- 빕스 섬머 테마송
- 세무통 바이럴
- 엠솔릭